# کستلبوئنو
کستلبوئُنو (به ایتالیایی: Castelbuono) یک کومونه در ایتالیا است که در استان پالرمو واقع شده‌است. کستلبوئنو ۶۰٫۵۱ کیلومتر مربع مساحت و ۸٬۷۹۵ نفر جمعیت دارد و ۴۲۳ متر بالاتر از سطح دریا واقع شده‌است.

## خواهرخوانده
شهر سینایا خواهرخواندهٔ کستلبوئنو هست.